# Przedmieście Głogowskie
Przedmieście Głogowskie (niem. Glogauer Haag, Glogauer Vorstadt) – dzielnica Legnicy położona w północnej części miasta, teren przyłączony do miasta w 1873 roku.
Głównymi ulicami są: ulica Brama Głogowska, Leszczyńska, Bydgoska, Poznańska – prowadząca do obwodnicy miasta, Głogowska i Słubicka.
Na północy, zachodzie i południu dzielnicy przebiegają linie kolejowe, po zachodniej i południowej stronie płynie rzeka Czarna Woda, nad którą są przerzucone 3 mosty drogowe, 1 kładka piesza.
Komunikacja miejska porusza się ulicami Poznańską, Głogowską i Słubicką, Bramą Głogowską oraz Bydgoską, gdzie łącznie znajduje się 9 przystanków. Przy ulicy Poznańskiej, obok chłodni znajduje się pętla autobusowa.
Po zachodniej stronie ulokowały się firmy oraz hurtownie, na północy za linią kolejową znajduje się chłodnia, Centrum Chemiczne oraz przedsiębiorstwa.
Starsza część dzielnicy (ulice: Głogowska, Prusa, Kochanowskiego, Kraszewskiego, Łokietka, Skłodowskiej-Curie, Rybacka, Okólna, Garncarska i Brama Głogowska) zabudowana jest kamienicami 4- i 5-kondygnacyjnymi, zaś nowsza jej część to wille oraz bloki 5-kondygnacyjne z wielkiej płyty. Obręb pomiędzy ulicami Bydgoską, Poznańską a torami kolejowymi jest zabudowany budynkami przejętymi po dawnych koszarach.
Znajduje się tu Park Gdański o powierzchni 1,3 ha, który powstał w 1892 roku, oraz miejskie kąpielisko Kormoran o powierzchni 15 ha. W 2008 roku kąpielisko zostało gruntownie odnowione i przystosowane do obiektu rekreacyjnego.
Dzielnica graniczy z:
- dzielnicą Piątnica
- dzielnicą Czarny Dwór
- dworcem kolejowym

Ważniejsze obiekty publiczne:
- Park Północny na Placu Gdańskim
- Kościół św. Rodziny

## Szkolnictwo i edukacja
W obrębie dzielnicy znajdują się dwie szkoły:
- Szkoła Podstawowa nr 2
- Zespół szkół samochodowych

## Sport i rekreacja
W obrębie dzielnicy znajduje się kilka obiektów związanych ze sportem i rekreacją:
- Kąpielisko Kormoran (Kąpielisko północne)
- Hala sportowa OSiR

## Historia
Pierwsze ślady osadnictwa pochodzą z okresu neolitu, około 4200 lat p.n.e. (toporek, ul. Słubicka 3). Badania archeologiczne prowadzone w wieku XVII, XVIII oraz po II wojnie światowej ujawniły cmentarzysko kultury łużyckiej z V w. p.n.e. w okolicach ul. Bagiennej. W późniejszym czasie dzielnica wzmiankowana w średniowieczu, historycy wskazują również na możliwy zalążek osadnictwa wzdłuż traktu prowadzącego do Głogowa, co potwierdzać ma umiejscowienie niektórych budowli. Już w średniowieczu w okolicach Parku Północnego mogły znajdować się tzw. Czarny Folwark i dobro "Herzogborn", w późniejszym czasie nazywane "Zielona dolina".  

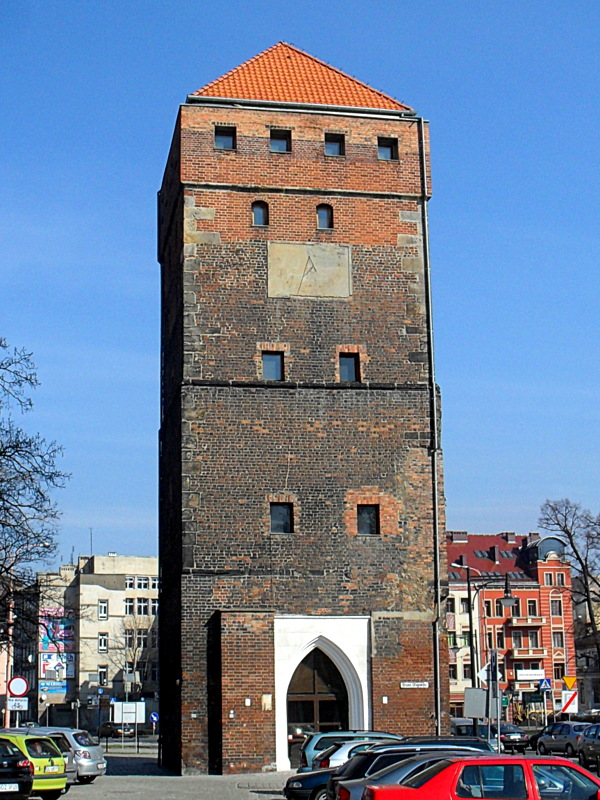
Brama Głogowska będąca dawną granicą miasta, za którą znajdowało się Przedmieście Głogowskie

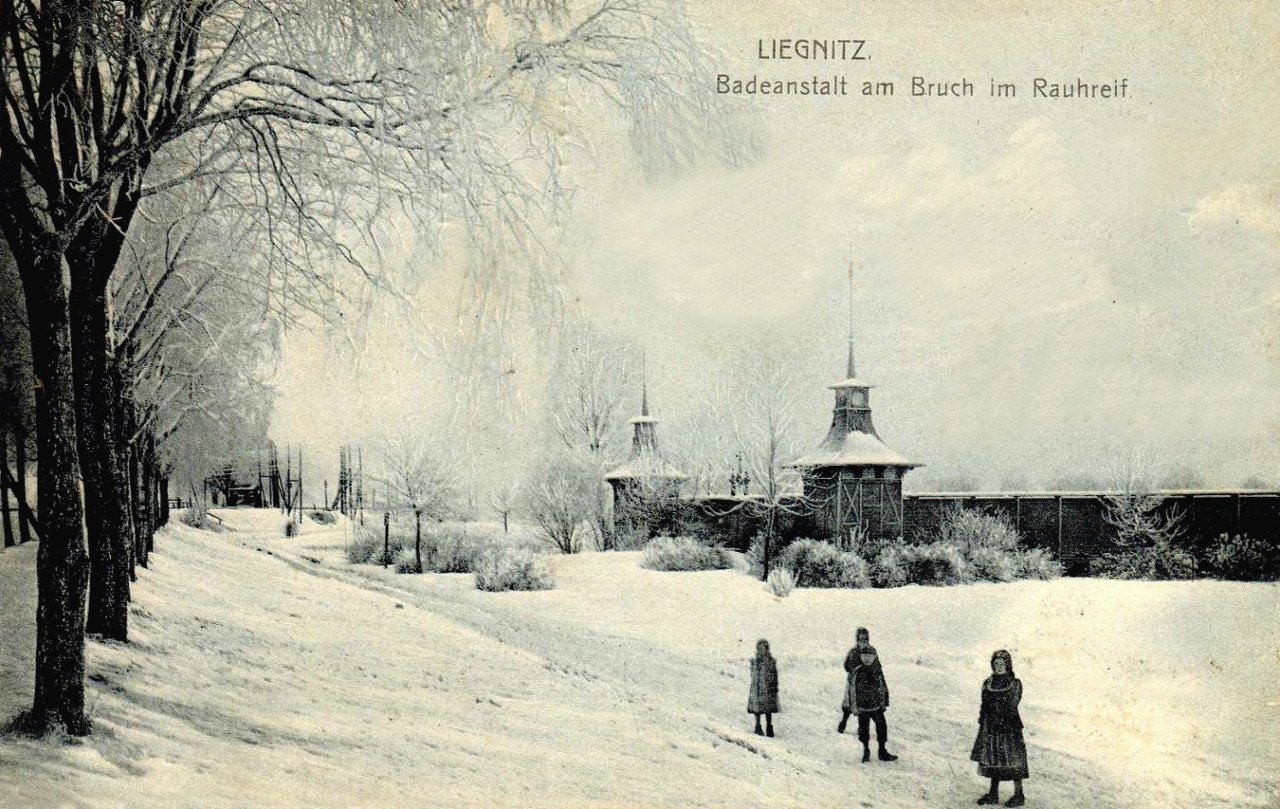
Kąpielisko na Czarnej Wodzie, początek XX w.

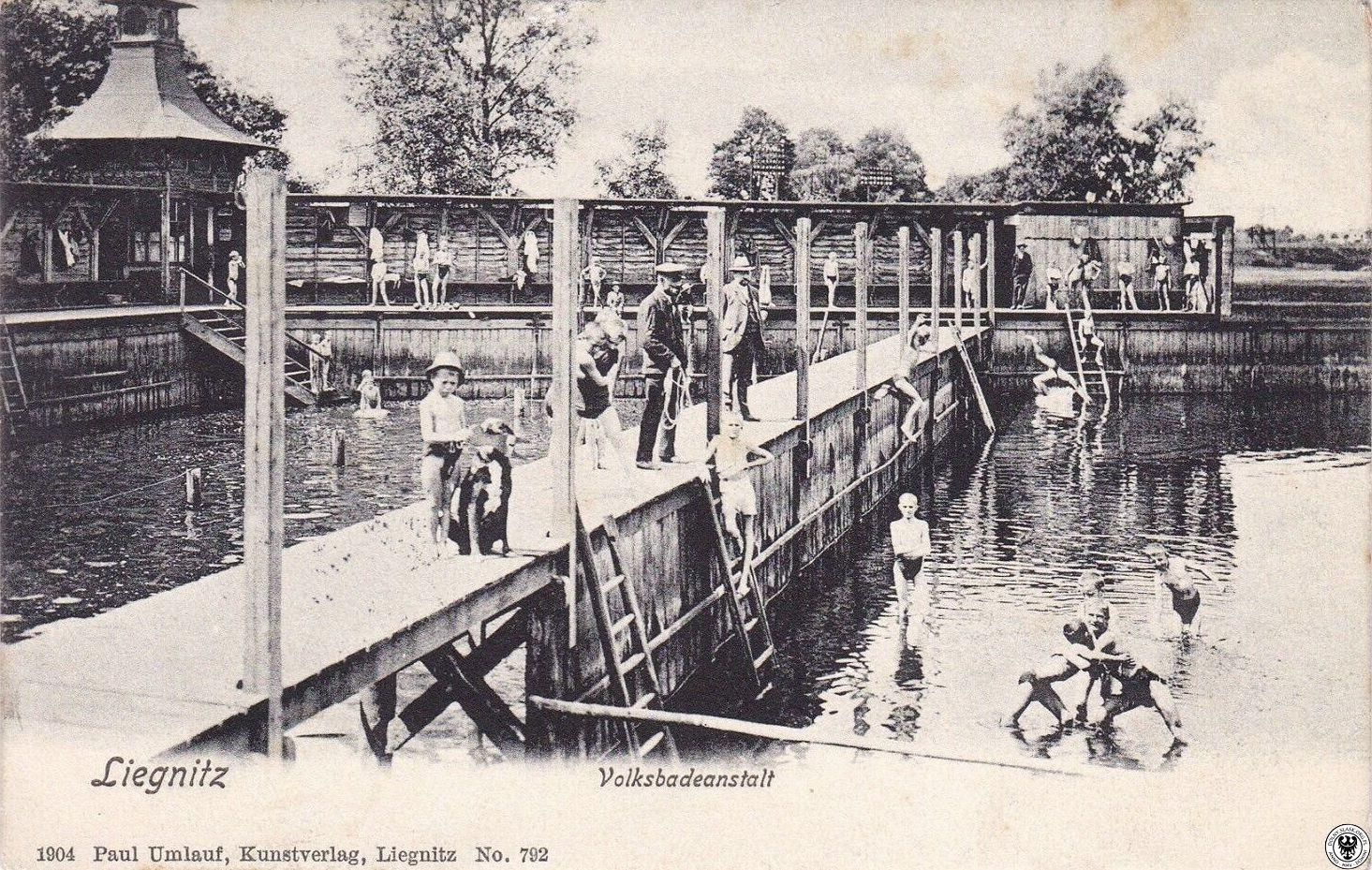
Wnętrze Kąpieliska na Czarnej Wodzie, początek XX w.

W roku 1281 roku miasto odkupiło od księcia Henryka V część ziem obecnej dzielnicy, a z początkiem XIV wieku dalsze łąki i las nad Czarną Wodą. Przed Bramą Głogowską stał kościół lub kaplica cmentarna św. Barbary będąca filią wobec kapituły św. Grobu oraz sama kolegiata, zbudowana najpewniej w okolicy cmentarza żydowskiego, rozebranego w celu budowy fortyfikacji, a także szpital św. Anny dla trędowatych i kościół pod tym samym wezwaniem wzmiankowany w latach 1395, 1401 i 1413. Późniejszy cmentarz żydowski mieścił się w okolicach ulicy Bagiennej..
Kuratorem szpitala św. Anny w latach 1444–1448 był Ambroży Bitschen, późniejszy burmistrz legnicki, który zakupił nowy budynek dla szpitala. Wszystkie wymienione budowle zostały rozebrane wraz z potrzebami rozwijania fortyfikacji miejskich. Dzięki projektom fortyfikatora Saebischa z XVII w. wiemy, że wspomniane budowle mogły mieścić się na Wyspie Tumskiej, otoczonej fosą w okolicach dzisiejszej poczty. Niektóre źródła wskazują, że na terenie zabudowy kwartału ulic Głogowskiej, W. Łokietka, M. Skłodowskiej-Curie, mógł stać kościół św. Barbary.
W roku 1455 Fryderyk I legnicki przekazał Janowi Kapistranowi działkę nieopodal Bramy Głogowskiej na rzecz budowy kościoła pod wezwaniem św. Trójcy. Kościół i klasztor zostały wybudowane przez bernardynów czeskich, których sprowadził w roku 1475 Fryderyk I legnicki. Działalność bernardynów nie była znacząca, gdyż kolejną wzmiankę odnajdujemy dopiero w 1524 roku, informującą o powrocie zakonników do Czech. W 1530 rozebrano kościół kolegiacki na polecenie księcia Fryderyka II, a pozostałości budowli do II wojny światowej zachowano w ogrodzie zamkowym. Budynek był częściowo opuszczony przez kanoników od 1428. 
W pierwszej ćwierci XIX w Przedmieście Głogowskie sąsiadowało ze wsią Töpferberg od północy, z łąkami i użytkami nazywanymi Frauenhaag od wschodu oraz z bagnami i rozlewiskami od zachodu. Wraz z reformą administracyjną w Prusach w 1809 pojawiła się potrzeba ustalenia granic miasta, przy tej okazji częścią Legnicy stały się wieś Töpferberg i folwarki Schwarzvorwerck oraz Grünthal. Po 1818 wyznaczono pierwotną granicę miasta, którą jednak wykreślono, co stwierdzić można na podstawie map z 1825, tym samym folwark Grünthal nie został finalnie w granicach Legnicy. Z tą decyzją administracyjną wiązało się nadanie nowych praw i obowiązków, wraz z równoległym istnieniem starych, było to np. powołanie strażnika nocnego czy powstanie w 1819 szkoły elementarnej. Po 1826 funkcjonował na obecnych terenach kolejowych niewielki cmentarz, w latach 1829 - 1830 Miasto urządziło park na błotnistym placu, znajdujący się na północny wschód od Bramy Głogowskiej. Nad Młynówką(dawna rzeka płynąca w Legnicy, odnoga Kaczawy, obecnie skanalizowana) funkcjonował młyn (niem. Brückenmühle) W południowej części ulicy Głogowskiej funkcjonowała cegielnia i miejski plac budowlany(miejsce przygotowania budów). Przy obecnej ulicy Łokietka funkcjonowała zagroda zorganizowana w czworobok. Dopiero za tymi obiektami znajdowała się właściwa dzielnica skoncentrowana głównie przy wschodniej stronie ulicy Głogowskiej, łącząc ze sobą zabudowę gospodarczą. Do 1843 na terenie dzielnicy działały prywatne ogrody, gospody i zajazdy jak np. otwarty w 1839 przed Bramą Głogowską chętnie odwiedzane przez legniczan lokal "Deutscher Kaiser" Elsnera oraz "Prinz von Preußen".  
Po oddzieleniu torami kolejowymi tej części miasta potrzebne było ustanowienie nowych połączeń z centrum i tak w roku 1881–1882 wytyczono ulicę Marii Skłodowskiej-Curie (niem. Lubenerstraße), a w 1893 jej przedłużenie ul. Bolesława Prusa (niem. Werdmannstraße). Pomiędzy Czarną Wodą a Młynówką (obecnie ulica Wałbrzyska) w 1898 powstała elektrownia.

W 1883 po powodzi zdecydowano się na utworzenie kąpieliska na Czarnej Wodzie. W 1912 wraz z rosnącym zainteresowaniem mieszkańców sportami, powstało drugie kąpielisko. Wraz z rozwojem systemu przeciwpowodziowego w 1927 podjęto decyzję o zamknięciu kąpielisk. 17 maja 1930 oddano do użytku Kąpielisko Północne (niem. Nordbad), dzięki spiętrzeniu Czarnej Wody powstał zbiornik, przy którym utworzono pływalnię. Budowlę utrzymano w tzw. stylu międzynarodowym. 

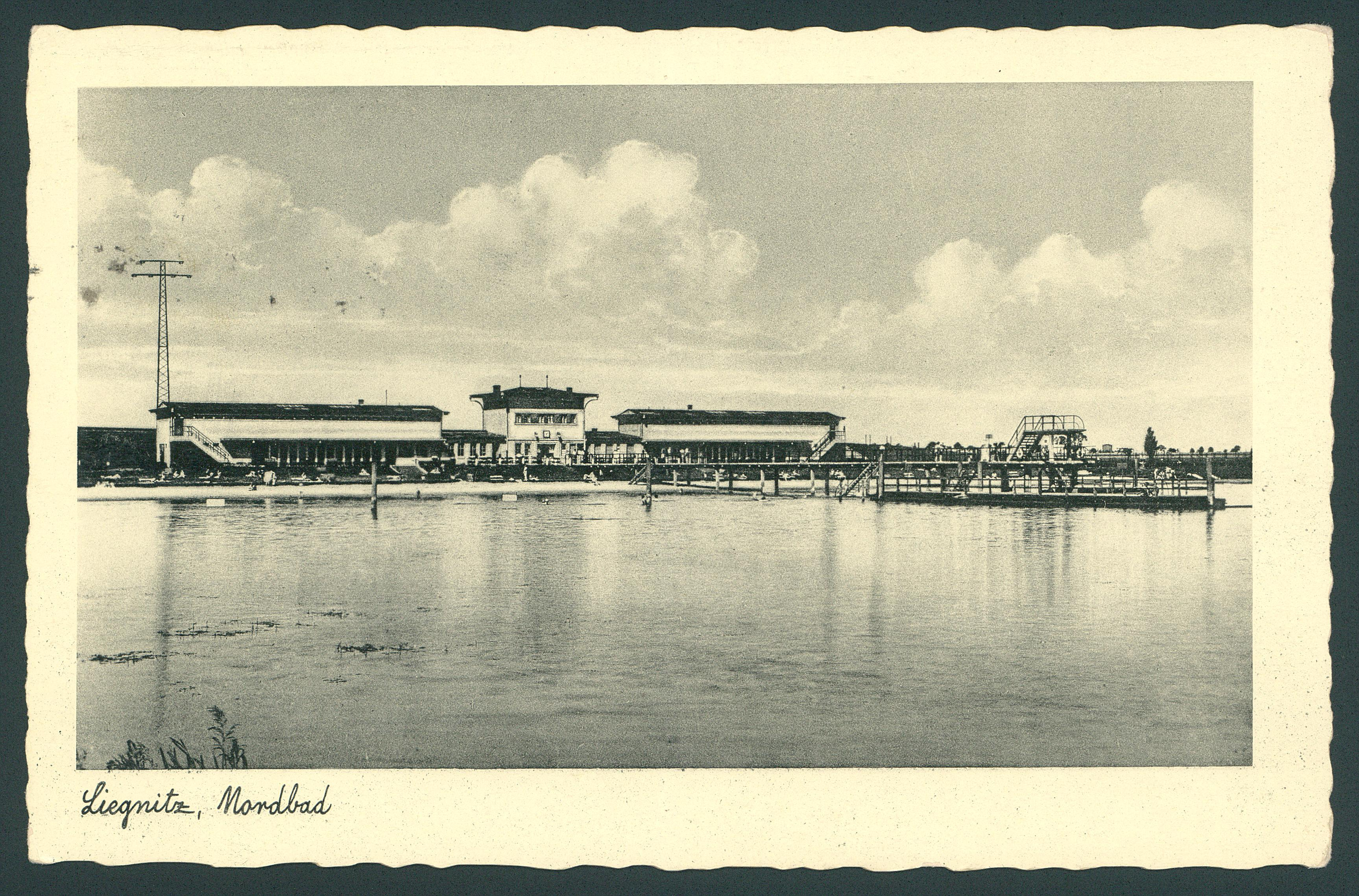
Kąpielisko Północne w Legnicy, kartka pocztowa sprzed roku 1935

1 czerwca 1873 utworzono Ewangelicką Szkołę Powszechną numer 4 (obecnie Szkoła Podstawowa nr 2 w Legnicy) pod kierownictwem Christiana Köslera, mieszczącą się przy ul. Głogowskiej 50 (niem. Neue Glogauer Straße 50, po zmianie numeracji w latach 20. Glogauer straße 44 - 50).
W latach 1908–1926 nastąpił spory rozwój zabudowy dzielnicy, wiele budynków wzniesiono pomiędzy ulicą Głogowską a Słubicką, na ulicy Kraszewskiego, Prusa i Kochanowskiego. Na południe od ulicy Głogowskiej powstało sporo obiektów przemysłowych, przy ulicy Masarskiej i Sierocińskiej składowo-przemysłowych, natomiast pomiędzy Kobylińską a Wałbrzyską osiedle mieszkaniowe.

## Znane osoby związane z Przedmieściem Głogowskim
Benjamin Bilse – dyrygent i kompozytor, jego ojciec prowadził zajazd „Zum Schwarzkretscham” (Pod Czarną Karczmą), obecnie Głogowska 32